# Jazz
Pour les articles homonymes, voir Jazz (homonymie) et Jazz (danse).
 (juin 2024).
Sous-genres
Acid jazz, afrobeat, avant-garde jazz, bebop, Chicago Jazz, cool jazz, dixieland, éthio-jazz, ethno-jazz, free jazz, hard bop, jazz afro-cubain, jazz fusion, jazz manouche, jazz modal, jazz Nouvelle-Orléans, jazz punk, jazz rap, jazz vocal, jazz West Coast, latin jazz, mainstream, néo-bop, nu jazz, piano stride, post-bop, ska-jazz, smooth jazz, soul jazz, swing, third stream
Genres dérivés
Bossa nova, funk, jump blues, pop, reggae, rhythm and blues, rock 'n' roll, rock progressif, rock psychédélique, ska
Le jazz est un genre musical originaire du Sud des États-Unis, créé à la fin du XIXe siècle et au début du XXe siècle au sein des communautés afro-américaines. Avec plus de cent ans d'existence, du ragtime au jazz actuel, il recouvre de nombreux sous-genres marqués par un héritage de la musique euro-américaine et afro-américaine, et conçus pour être joués en public. Il émerge à partir d'autres genres musicaux, dont le ragtime, la marche, le negro spiritual et le blues, et comporte des caractéristiques telles que l'utilisation fréquente de l'improvisation, de la polyrythmie, de la syncope, du shuffle, du scat et des notes bleues. En route, il emprunte de nombreux éléments à la musique populaire américaine (en) et à la tradition des brass bands. Couramment associé aux cinq instruments emblématiques du jazz — le saxophone, la trompette, le trombone, la clarinette et le piano —, le jazz mobilise cependant un grand nombre d'instruments différents, dont la guitare, la batterie, et la contrebasse.
Au cours du XXe siècle, le jazz a acquis une large popularité au-delà des frontières des États-Unis et s'est répandu dans le monde, donnant naissance à de très nombreux styles et sous-genres selon les pays et les régions. Les premières formes de jazz apparaissent à la Nouvelle-Orléans et à Saint-Louis dès 1910 : le jazz Nouvelle-Orléans mélange le blues à la quadrille et la biguine des Antilles françaises. Dans les années 1930 émergent le swing, un style marqué par le blues et l'improvisation, et le jazz manouche, un genre créé en France sous l'influence des big bands et du bal musette. D'une musique populaire conçue pour la danse, le jazz devient un genre musical complexe avec le bebop, joué à des tempos plus rapides et avec des accords plus élaborés. Le cool jazz de la fin des années 1940 apporte des sons calmes, délicats, et des mélodies longues et linéaires. Le free jazz des années 1950 se libère quant à lui des contraintes harmoniques, et met en valeur l'improvisation et l'énergie.
Le hard bop apparaît au milieu des années 1950 et introduit des influences du rhythm and blues, du gospel et du blues, notamment dans le jeu du saxophone et du piano. Quelques années plus tard, le jazz modal utilise la gamme comme base de la structure musicale et de l'improvisation. Dans les années 1960 et 1970 se développe le jazz fusion, qui combine le jazz et des rythmes rock, des instruments électroniques et utilise une forte amplification sur scène. Une forme commerciale de jazz fusion, appelée smooth jazz, connaît un franc succès dans les années 1980 et atteint un large public grâce à une diffusion radiophonique de grande ampleur. Jusqu'à aujourd'hui, le jazz a engendré plusieurs dizaines de sous-genres, dont le jazz afro-cubain, le jazz West Coast, le ska-jazz, l'avant-garde jazz, l'indo jazz, le soul jazz, le jazz de chambre, le latin jazz, le jazz-funk, le loft jazz, le jazz punk, l'acid jazz, le jazz rap, le M-Base et le nu jazz.
Les musiciens de jazz (jazzmen) jouent au sein de formations qualifiées de jazz bands (orchestres de jazz). Les figures majeures du jazz sont les pianistes Fats Waller, Duke Ellington, Art Tatum, Thelonious Monk, Bud Powell, Oscar Peterson, Bill Evans, Herbie Hancock et Count Basie, les trompettistes Louis Armstrong, Dizzy Gillespie et Miles Davis, le contrebassiste Charles Mingus, les saxophonistes Coleman Hawkins, Lester Young, Charlie Parker et John Coltrane, le clarinettiste Sidney Bechet, et les chanteuses Billie Holiday, Nina Simone et Ella Fitzgerald. Présent dans la bande originale de nombreux films, le jazz a marqué l’œuvre de cinéastes comme Martin Scorsese ou Woody Allen, lui-même clarinettiste de jazz. Depuis l'après-guerre, la capitale mondiale du jazz est New York, grâce à ses très nombreux clubs de jazz (notamment dans la 52e rue) et ses auditoriums, dont le Carnegie Hall qui accueillit des concerts mythiques. Toutefois, des festivals de jazz ont été créées partout dans le monde : les principaux sont ceux de Montreux, Montréal, Marciac et Copenhague.

## Caractéristiques

### Caractéristiques générales

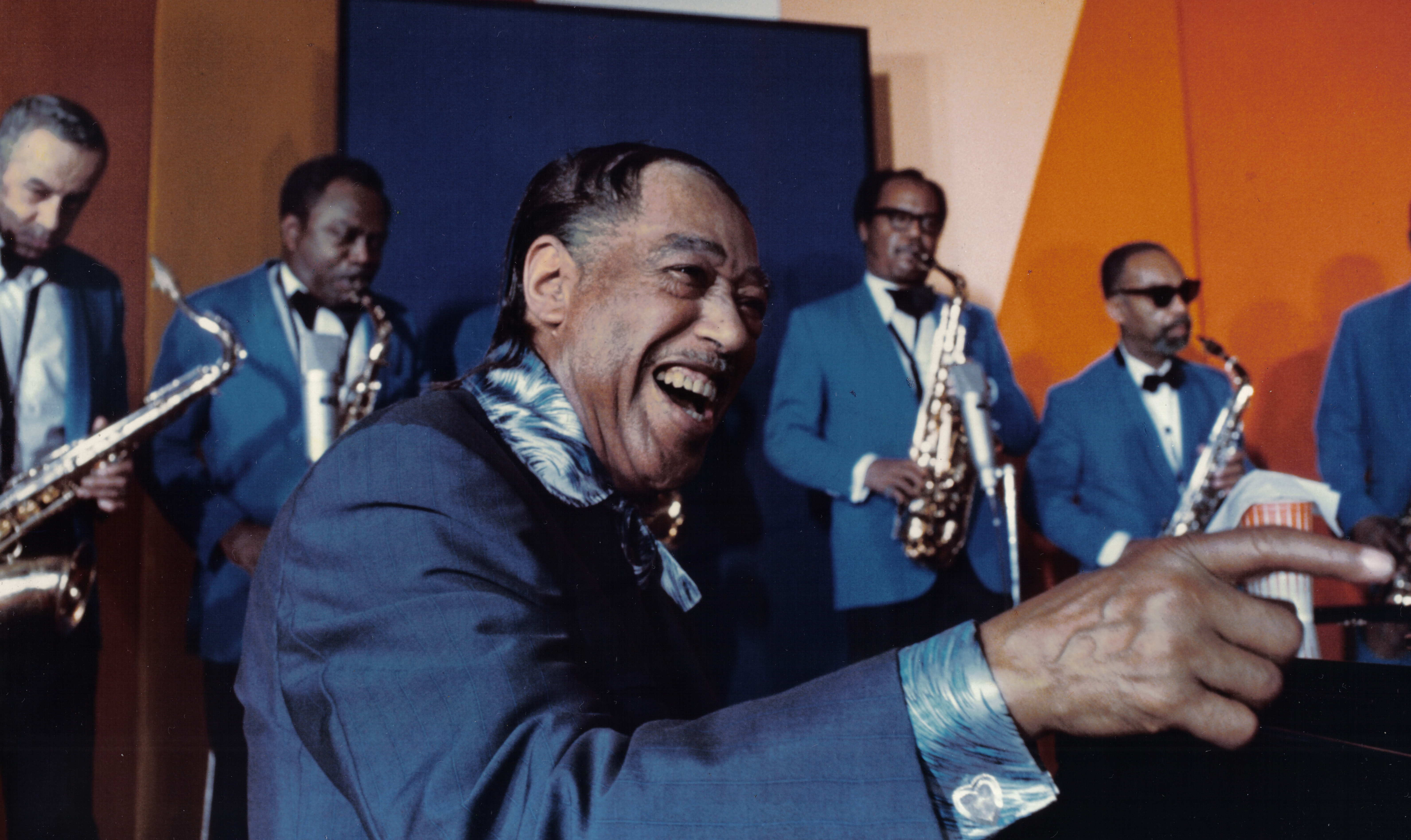
Le pianiste Duke Ellington en 1971, dans le film L'Aventure du jazz. Refusant de distinguer différents sous-genres du jazz, il déclara : Le jazz, c'est toute la musique.

Le jazz regroupe de nombreux styles musicaux, du ragtime de la fin du XIXe siècle à nos jours, et s'avère difficile à définir précisément. Certains auteurs ont tenté de le définir en le mettant en perspective avec d'autres genres musicaux — se plaçant du point de vue de l'histoire de la musique européenne ou africaine par exemple —, mais le critique Joachim-Ernst Berendt estime que sa définition doit être élargie. Il définit le jazz comme « une forme d'art musical originaire des États-Unis, née de la confrontation entre la musique des esclaves noirs et celle des Européens ». Il soutient aussi l'idée selon laquelle le jazz diffère fondamentalement de la musique européenne car « il suppose une spontanéité et une vitalité, dans laquelle l'improvisation joue un rôle majeur », « une sonorité et un phrasé musical reflétant la personnalité du jazzman », et a une « relation particulière au temps, exprimée par la notion de swing ». Le tromboniste Jay Jay Johnson exprime cette idée de vitalité permanente en déclarant en 1988 : « Le jazz n'offre aucun répit. Il ne tient pas en place et ne le fera jamais ».
Travis Jackson propose une définition encore plus large du genre afin d'y inclure des sous-genres parfois radicalement différents. Selon lui, « il s'agit d'une musique qui réunit des qualités telles que le swing, l'improvisation, les interactions entre les musiciens du groupe, le développement d'une expression personnelle, et l'ouverture à différentes possibilités musicales ». Krin Gabbard affirme que « la notion de jazz est une construction », qui, bien qu'artificielle, « demeure utile pour réunir des genres musicaux ayant des éléments en commun au sein d'une même tradition musicale ». Cependant, alors que les critiques, les journalistes spécialisés et les amateurs de jazz ont souvent débattu au sujet de la délimitation entre les sous-genres du jazz, les musiciens eux-mêmes peinent fréquemment à définir le sous-genre auquel ils se rattachent. Duke Ellington, l'un des plus grands[Pour qui ?] jazzmen, illustre cette conception en déclarant : « Le jazz, c'est toute la musique ».

### Importance de l'improvisation

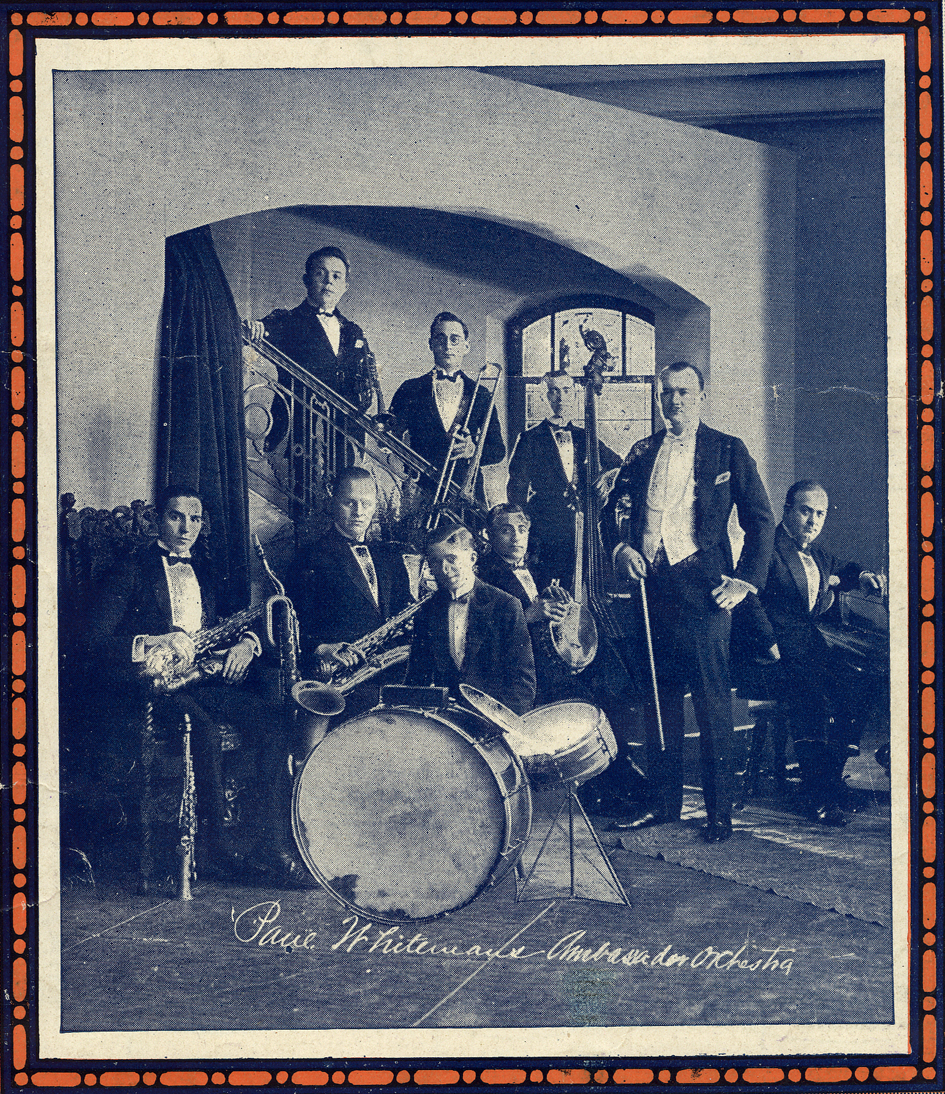
Le big band de Paul Whiteman en 1921. Marqué par la tradition de la musique classique, il ne fait que peu usage de l'improvisation et joue essentiellement des mélodies pré-composées.

Bien que le jazz soit considéré comme un genre musical difficile à définir, l'improvisation en est l'un des principaux traits distinctifs. Le caractère central de l'improvisation peut s'expliquer par son importance dans les genres musicaux à la source du jazz, et notamment dans le blues des origines, qui s'inspire des chants de travail et complaintes des esclaves afro-américains dans les plantations. Ces derniers étaient généralement composés d'un motif répétitif sous forme d'un appel suivi d'une réponse (call-and-response), mais le blues comportait une part importante d'improvisation. La musique classique européenne, en revanche, valorisait la fidélité des musiciens à la partition, et rejetait les tentatives d'interprétation personnelle et l'ornementation musicale : l'objectif premier du musicien classique était alors de jouer la composition telle qu'elle est écrite. Le jazz est au contraire le produit des interactions et de la créativité des musiciens au sein du groupe ; bien souvent, ces paramètres déterminent la valeur de l'œuvre du compositeur (s'il y en a un) et des musiciens. Par conséquent, dans le jazz, le musicien expérimenté interprétera une mélodie de manière personnelle, sans pouvoir la rejouer exactement de la même manière une seconde fois. Selon l'humeur du musicien, les interactions entre les membres du groupe, voire avec le public, le jazzman peut modifier la mélodie, les harmonies ou l'indication de la mesure à sa guise.
L'usage de l'improvisation s'est développé tout au long de l'histoire du jazz. Au début du XXe siècle, dans le jazz Nouvelle-Orléans et le Dixieland, les musiciens improvisaient soudainement en pleine mélodie, tandis que les autres improvisaient des contre-mélodies. À l'époque du swing, les big bands se reposaient davantage sur des mélodies déjà composées : les compositions étaient soit écrites, soit apprises à l'oreille et mémorisées, et seuls les musiciens solo pouvaient improviser au sein de la composition. Quelques années plus tard, dans le bebop, les formations de jazz sont plus petites et les arrangements sont minimaux ; la mélodie est généralement fixée brièvement au début de la chanson et rappelée à la fin, mais la quasi-intégralité de la performance est composée de séries d'improvisations. Les sous-genres qui suivirent, comme le jazz modal, abandonnent la notion de progression d'accords et permettent aux musiciens d'improviser encore davantage de manière individuelle, en ne conservant qu'une échelle musicale ou un mode commun. Dans la plupart de ces styles de jazz, un musicien solo est accompagné par d'autres qui jouent des accords pour définir la structure de la chanson, et ainsi compléter son jeu. Dans certaines formes de jazz expérimental, telles que l'avant-garde jazz et le free jazz, la séparation entre le musicien solo et le reste du groupe est réduite, et il est accepté, voire obligatoire, de ne pas utiliser d'accords, d'échelles et de pulsations rythmiques — ces extrêmes constituant une forme d'improvisation quasi-totale.

### Débats

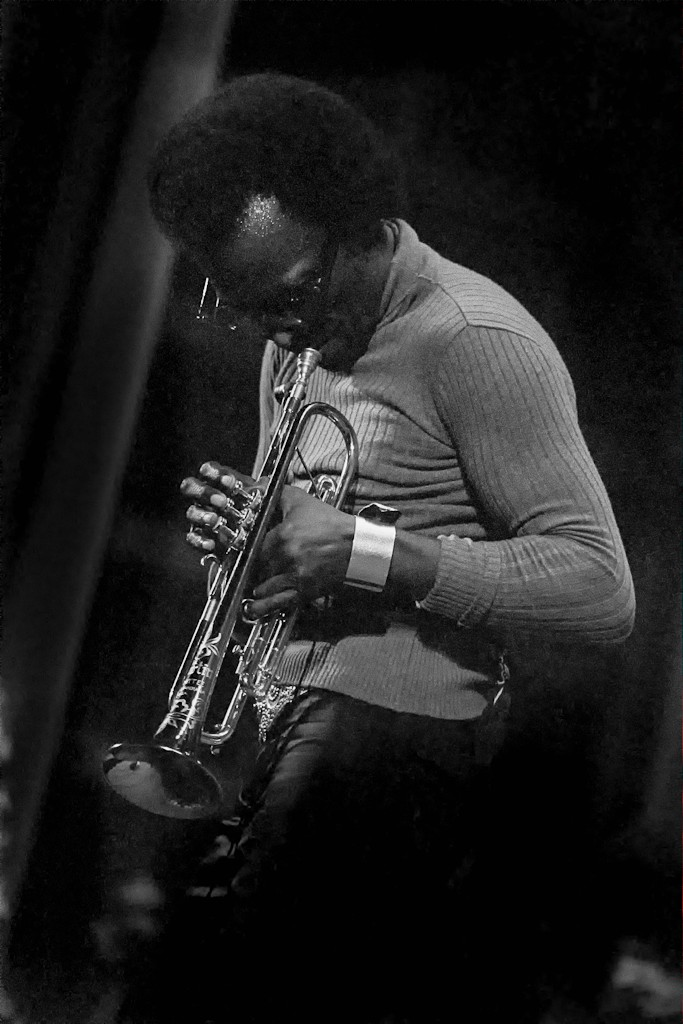
Le trompettiste Miles Davis en 1971. Avec In a Silent Way (1969) et Bitches Brew (1970), il donne naissance au jazz fusion et est accusé de rompre avec les fondements du jazz.

Depuis l'émergence du courant bebop, les formes de jazz produites à des fins commerciales ou influencées par la musique populaire ont été critiquées par certains puristes. Selon le critique de jazz Bruce Johnson, une « tension entre le jazz commercial et le jazz en tant qu'art » aurait existé dès la naissance du genre. Les amateurs de jazz traditionnel ont rejeté le bebop, le free jazz et le jazz fusion des années 1970 (Miles Davis, Frank Zappa, ou encore Herbie Hancock), estimant qu'il s'agissait d'une dénaturation de la musique et d'une trahison envers les pionniers du jazz. Le critique et producteur de jazz français Hugues Panassié a ainsi considéré le bebop comme un genre musical « non authentique » et distinct du jazz, provoquant la controverse dans le milieu musical et entraînant la scission du Hot Club de France. Une conception opposée veut que le jazz soit un genre protéiforme, capable d'absorber des influences de divers styles musicaux : l'absence de création de normes internes au genre permet l'émergence de nouveaux sous-genres à l'avant-garde du jazz.
Un autre débat porte sur la question de l'ethnicité dans la musique jazz. Alors que le jazz commençait à se développer, au début du siècle, beaucoup s'interrogeaient sur la manière dont il allait influencer les représentations des Blancs à propos de la communauté afro-américaine — auquel le jazz était alors associé. Pour certains Afro-Américains, le jazz a permis de mettre en lumière la contribution des Noirs à la culture et à la société américaines, et d'attirer l'attention sur l'histoire et la culture noire. Pour d'autres, la musique et le terme jazz rappelleraient en revanche « une société oppressante et raciste, qui restreint leur liberté artistique ». En outre, l'écrivain afro-américain Amiri Baraka estime qu'il existe un « jazz blanc », qui serait le genre musical de l'expression de l'identité blanche. Le cornettiste Bix Beiderbecke est l'un des premiers jazzmen blancs, et fut la figure de proue du « jazz blanc » jusqu'à sa mort en 1931. Des musiciens de jazz blancs firent leur apparition au début des années 1920, dans le Mid-Ouest essentiellement, mais aussi sur la côte est. Le Chicago Jazz naît ainsi à la suite du déplacement de nombreux jazzmen du Sud, et est développé par plusieurs musiciens blancs, comme Bud Freeman, Jimmy McPartland, Frank Teschemacher, Dave Tough et Eddie Condon. D'autres musiciens originaires de Chicago, dont le clarinettiste Benny Goodman et le batteur Gene Krupa, prendront la tête de big bands de swing au début de leur carrière, durant les années 1930. À l'origine dominé par les musiciens d'origine afro-américaine, le jazz est par la suite devenu un genre musical multiculturel.

## Étymologie
Au-delà de la difficulté à définir précisément la musique qu'il désigne, l'origine du mot jazz est sujet à controverses. Les hypothèses avancées quant aux origines de ce nom sont multiples et aucune ne semble faire l'unanimité. Le mot jazz pourrait être dérivé :
- du terme français jaser (discuter, palabrer)[16], en référence aux rythmes et au mot phrasé ou en référence à la réflexion « Ça va jaser »[réf. nécessaire] que pouvait inspirer la crainte des conséquences des concerts de jazz sur le voisinage ;
- du nom de musiciens (comme Chaz Washington) ;
- de l'argot avec des connotations sexuelles (jizz) ou qui indiquent l'énergie ou la force ;
- du jasmin que l'industrie cosmétique française avait utilisé dans ses parfums, qui étaient vendus à La Nouvelle-Orléans (une théorie de Garvin Bushell) ;
- d'une déformation du chassé ou chasse-beau, figure du cakewalk (danse du gâteau, à la mode au XIXe siècle) ;
- des racines africaines comme le mot bantou jaja (« danser », « jouer de la musique »), sur le terme africain jasi (« être excité », « vivre à un rythme rapide, sous pression ») ;
- Jaiza (« son lointain des percussions »). La dernière appellation viendrait de certaines tribus indonésiennes qui appelaient « jaze baqti » une musique rythmée ;
- le nom donné aux jazzmen[17] vient du surnom donné à ceux qui fréquentaient les prostituées de La Nouvelle-Orléans, dont l'habitude était de se parfumer au jasmin, dont ils exhalaient l'odeur après les ébats[18] ;
- les prostituées de La Nouvelle-Orléans sont appelées « jazz-belles » en argot cajun, en référence à la Jézabel biblique[19] ;
- de l'occitan « jaç », signifiant « couche sommaire », « gîte » et par dérivation « bordel »[20]. Cette théorie serait notamment retenue par le saxophoniste Archie Shepp[21]. Il faut noter à l'appui de cette hypothèse que le mot jambalaya, spécialité culinaire de Louisiane, proviendrait également de l'occitan et aurait été importé en Louisiane au début du XIXe siècle par des travailleurs originaires du sud de la France.

Les recherches de Gerald Cohen indiquent que le mot apparaît pour la première fois sous la plume de E. T. « Scoop » Gleeson dans le San Francisco bulletin en mars 1913. La plupart des historiens penchent cependant sur le fait que ce mot est apparu pour la première fois dans le Chicago Herald du 1er mai 1916. Il appartient au jargon du baseball pour désigner l'énergie d'un joueur. Le mot aurait été employé pour qualifier la musique du groupe d'Art Hickman qui jouait dans le camp d'entraînement des San Francisco Seals. Le groupe endossa l'adjectif lors de ses engagements à New York en 1914 et le terme se répandit progressivement jusqu'à Chicago avant de revenir à La Nouvelle-Orléans sous la forme d'une lettre de Freddie Keppard à King Oliver qui le popularisera dès 1917 avec son protégé Louis Armstrong.
En raison de ses connotations scabreuses, le terme était diversement apprécié des musiciens (Duke Ellington en particulier préférait l'appellation « Negro music »). Durant les années 1930 et 1940, de nombreuses alternatives ont été proposées telles que ragtonia, syncopep, crewcut, Amerimusic, ou encore jarb, sans grand succès. La diffusion du mot « jazz » (bien que sous la forme Jass) est largement associée à son apparition sur le premier enregistrement du style, en mars 1917 par l'Original Dixieland Jass Band.

## Histoire
Le jazz prend ses sources à la fin du XIXe siècle et au début du XXe siècle, à partir de la musique classique européenne et de la musique populaire américaine (en), mélangées à des influences culturelles de l'Afrique de l'Ouest. Sa nature, ses sous-genres et sa composition ont évolué au fil du siècle, incorporant les innovations et les interprétations personnelles des différents musiciens.

### Origines

#### Musique et danses des esclaves

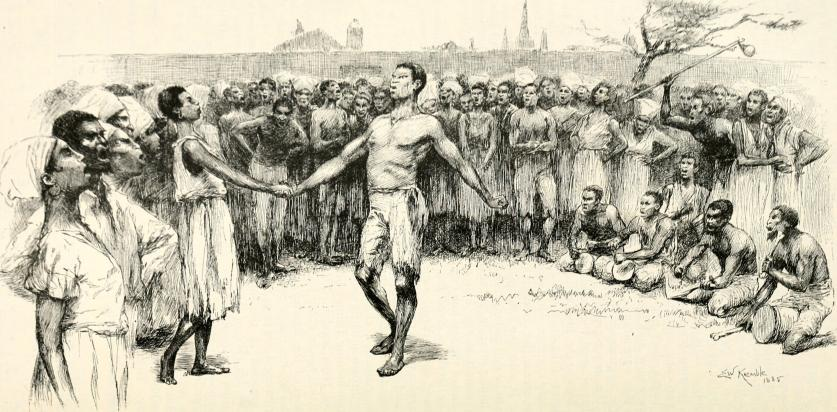
Danse à Congo Square vers la fin du XVIII, par E. W. Kemble (1861-1933).

Avant 1808, la traite des Noirs avait déjà provoqué l'arrivée aux États-Unis d'un million d'Africains subsahariens, principalement en provenance d'Afrique de l'Ouest et du bassin du fleuve Congo. Ceux-ci ont importé leurs traditions musicales : la musique africaine utilisait une seule mélodie, des rythmes contre-métriques, et une structure en appel et réponse (call and response) (exemple : work song). Elle avait essentiellement un but fonctionnel, pour accompagner le travail (chant de travail) ou les rites funéraires. Des rassemblements d'esclaves donnaient lieu à de grandes fêtes urbaines où se mêlaient danses africaines et percussions. Jusqu'en 1843, une fête était organisée chaque dimanche à Congo Square, à la Nouvelle-Orléans, et d'autres rassemblements avaient lieu à la même époque dans le Sud des États-Unis.
En outre, le jazz a aussi pour origine la musique religieuse : les Noirs apprennent les harmonies des hymnes lors de l'office dominical, et y ajoutent des influences africaines pour créer les negro spirituals et le gospel, peu à peu chantés dans les églises méthodistes, baptistes ou pentecôtistes. De même, au cours du XIXe siècle, un nombre grandissant de musiciens noirs apprennent à jouer d'un instrument « européen », notamment le violon, et parodient la musique de bal dans les cakewalks. À l'inverse, les minstrel shows, réalisés par des Euro-Américains au visage peint en noir (blackface), combinent la syncope des rythmes africains et l'harmonie de la musique européenne.

#### Influences afro-caribéennes

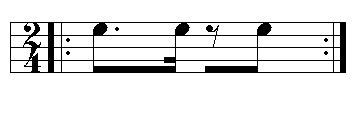
Un tresillo,.

Vers 1850, le compositeur blanc Louis Moreau Gottschalk adapte les rythmes de la musique des esclaves et des mélodies des Caraïbes pour le piano de salon. Dans Souvenirs from Havana (1859) tout comme dans la musique de la culture créole des Caraïbes et de la Nouvelle-Orléans, on retrouve le même motif à trois coups nommé tresillo. Celui-ci est une entité rythmique basique dans la musique d'Afrique subsaharienne et de la diaspora africaine,.

### Ragtime et blues (1890-1910)

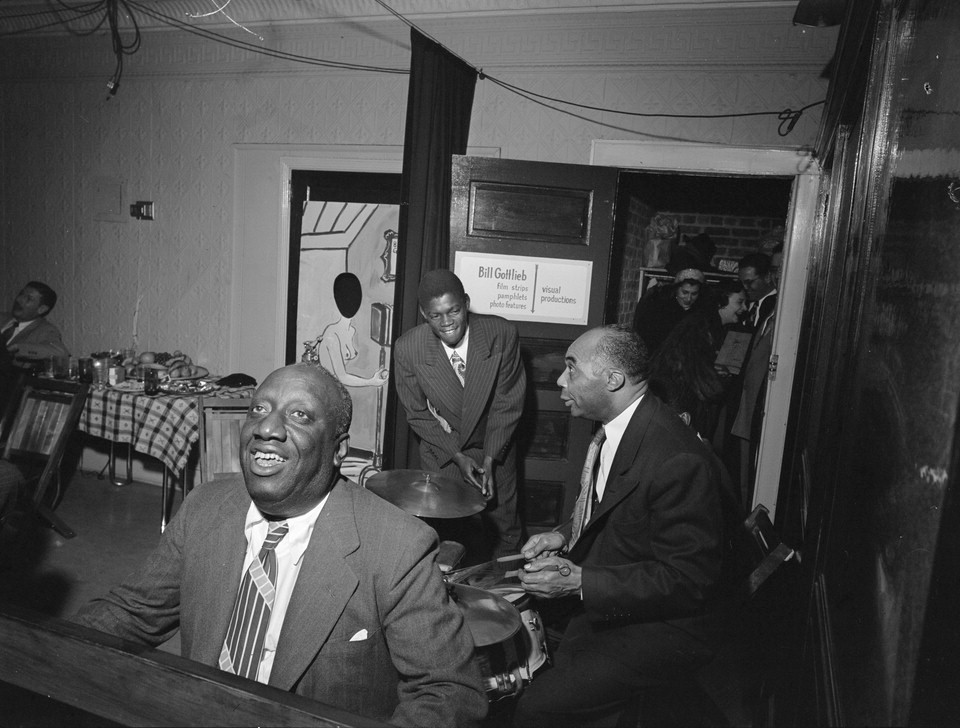
Le pianiste de stride James P. Johnson en 1948.

Au début du XXe siècle, le blues se développe dans le Delta du Mississippi et est largement diffusé à partir de 1920 avec entre autres le premier enregistrement de Mamie Smith. Parallèlement, le ragtime apparaît, style de piano incarné par Scott Joplin, musique syncopée influencée par la musique classique occidentale. Dans les années 1920, le stride se développe à Harlem. Héritier du ragtime, le stride introduit l'utilisation d'une pulsation ternaire, et la virtuosité des musiciens augmente, comme chez James P. Johnson. Le boogie-woogie se développe à la même époque à Chicago.

### Jazz Nouvelle-Orléans et Dixieland (1910-1930)
C'est à La Nouvelle-Orléans que l'on fait en général naître le jazz, en particulier dans le quartier chaud de Storyville, avec les formations orchestrales des « brass bands », mélange de marches militaires revisitées par les noirs américains et les créoles, qui privilégie l'expression collective. Dans les années 1910 apparaissent les premières formes de jazz (« proto-jazz »), notamment sous l'impulsion du chef d'orchestre James Reese Europe, qui créa le Clef Club. Cette salle de concert de Harlem accueille dès 1912 le premier orchestre de jazz composé uniquement d'Afro-Américains, le Clef Club Orchestra. En 1913 et 1914 sont réalisés des enregistrements au phonographe pour la Victor Talking Machine Company.
Le premier enregistrement de jazz voit le jour en mars 1917 par l'Original Dixieland Jass Band, orchestre composé exclusivement de musiciens blancs.
Le pianiste et chef d'orchestre créole Jelly Roll Morton s'autoproclame "inventeur du jazz". S'il est en effet un passeur entre ragtime et jazz, ce sont plutôt Kid Ory, Sidney Bechet et surtout Louis Armstrong qui s'imposent comme les grands solistes des formations Nouvelle-Orléans caractérisées par l'improvisation collective sur le schéma instrumental trompette, trombone, clarinette.

### Du swing au bebop
Considéré comme l'âge d'or du jazz, apparu vers les années 1930, le swing (ou middle jazz) se démarque du jazz Nouvelle-Orléans par un orchestre de plus grande taille sur le modèle des trois sections de trompettes, trombones et anches qui privilégie les solistes prenant des chorus intégrés dans des arrangements écrits au détriment de l'improvisation collective. C'est l'ère des big bands de Duke Ellington, Stan Brenders, Count Basie, Glenn Miller, Benny Goodman, avec un répertoire marqué par les compositions de George Gershwin, Cole Porter, Richard Rodgers etc. et les chansons de variété de Tin Pan Alley, qui forment l'ossature des standards de jazz. Les grands solistes de cette époque sont Coleman Hawkins, Roy Eldridge, Benny Carter, Johnny Hodges, Ben Webster, Art Tatum, et Lester Young.
Au début des années 1940 naît le bebop. Tempos ultras rapides, petites formations, virtuosité époustouflante, innovations harmoniques et rythmiques, la rupture est brutale et emmenée par Charlie Parker, Dizzy Gillespie, Kenny Clarke, Thelonious Monk. L'intellectualisation du jazz par le bebop ne sera pas toujours bien perçue par le public et certains critiques, notamment Hugues Panassié en France sera particulièrement virulent contre cette nouvelle forme de jazz.

### Cool jazz, hard bop, jazz modal, free jazz (années 1950)

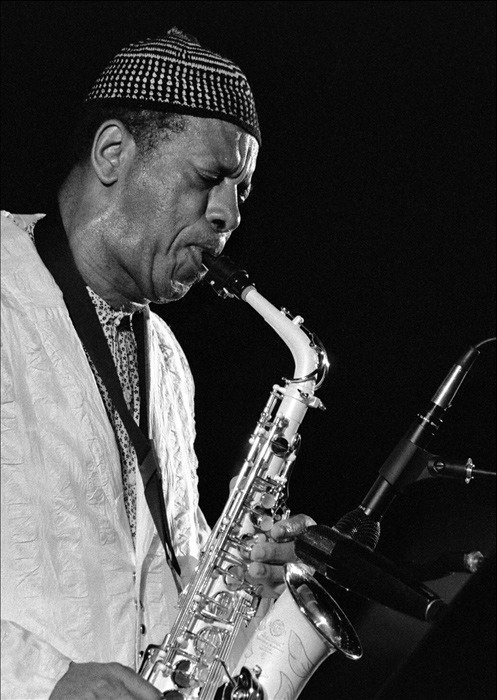
Ornette Coleman, figure du free jazz.

Vers les années 1950 apparaissent des évolutions au bebop, comme le cool et le hard bop. Le cool et le jazz West Coast regroupent des évolutions du bop moins marquées par le rythme, et généralement faites par des blancs. Les four Brothers de Jimmy Giuffre, les innovations de Lennie Tristano et la collaboration entre Miles Davis et Gil Evans sont généralement regroupées sous cette bannière. Au contraire, le hard bop est plutôt un mouvement noir, visant à réintroduire plus de soul et de blues dans le bop, et pour qui l'aspect rythmique est prédominant. Art Blakey, Horace Silver ou Sonny Rollins y participent. D'autres personnalités inclassables émergent : Bill Evans, Charles Mingus, Oscar Peterson…
À la fin des années 1950, les structures harmoniques et l'improvisation sont portées à leurs limites par John Coltrane. Emmenés par Coltrane et Ornette Coleman les musiciens bouleversent la structure musicale et les techniques instrumentales. La grille harmonique, le rythme régulier, et même le thème sont supprimés, au profit d'improvisations collectives, la prédominance de l'énergie, et l'utilisation de techniques non conventionnelles (suraigus, growl, cris, slaps, « sons sales », voire bruitistes), c'est la naissance du free jazz. Les réactions des critiques à cette nouvelle forme de jazz sont féroces, et le public beaucoup moins nombreux à suivre cette musique nouvelle.

### Third Stream
Le mouvement « Third Stream » naît vers le milieu des années 1950, en même temps que les premiers frémissements du free jazz, et participe de la volonté des acteurs de la scène jazz d'élargir encore leurs horizons musicaux. En l’occurrence le Third Stream désigne les œuvres des compositeurs qui tentent de réaliser une synthèse du jazz et de la musique classique européenne.
Parmi les principaux représentants du Third stream, on peut citer George Russell, John Lewis, Georges Handy, Jimmy Giuffre et Ran Blake. Bien que non-exclusivement liés à ce courant, de nombreux musiciens comme Bill Evans, Eric Dolphy, Ornette Coleman, Ran Blake ou encore Scott LaFaro ont contribué aux concerts ou enregistrements relevant de cette esthétique.

### Jazz fusion et sous-genres
Dès les années 1960 et surtout 1970, s'amorcent des mouvements de fusion entre le jazz et d'autres courants musicaux, le jazz et la musique latine donnent le latin jazz, ou encore le jazz et la funk le jazz-funk, mais c'est surtout la fusion entre le jazz et le rock, le jazz-rock, qui remporte l'adhésion du public. Les grandes figures en sont Miles Davis, Frank Zappa, Herbie Hancock ou encore le groupe Weather Report. Au même moment, la création de la maison de disques ECM à Munich participe à la création et à la diffusion d'un jazz plus « européen », aux sonorités plus feutrées et subtiles, inspiré par la musique classique, la musique contemporaine et les musiques du monde. Jan Garbarek, John Surman, Louis Sclavis, Kenny Wheeler en sont quelques représentants.

## Caractères clés

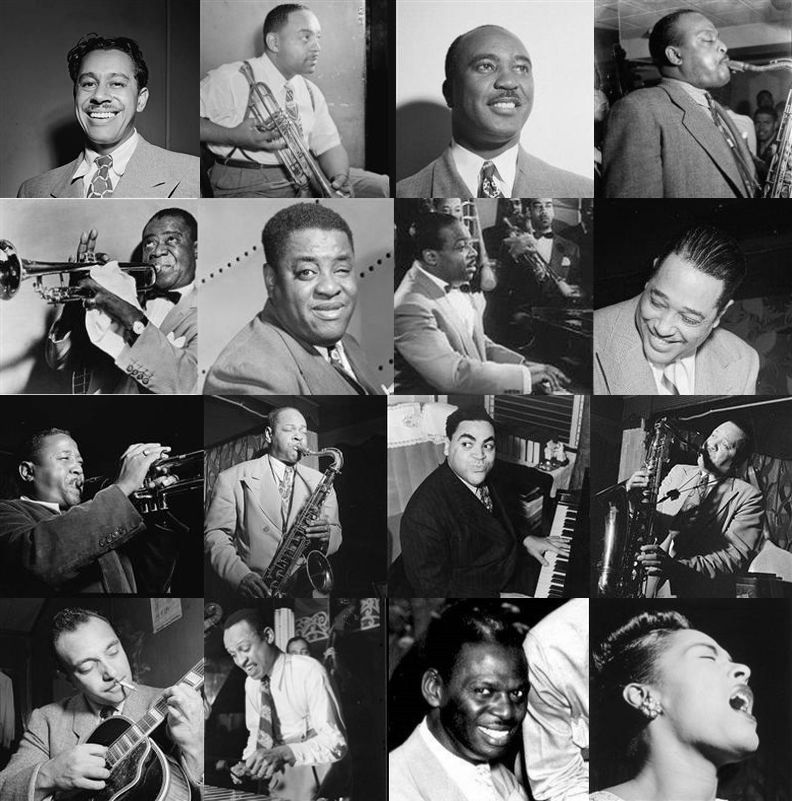
De gauche à droite : au 1er rang Cab Calloway, Benny Carter, Jimmie Lunceford, Ben Webster, au 2e rang Louis Armstrong, Art Tatum, Count Basie, Duke Ellington au 3e rang Roy Eldridge, Coleman Hawkins, Fats Waller, Lester Young au 4e rang Django Reinhardt, Lionel Hampton, Earl Hines, Billie Holiday.

Le jazz est un mélange de courants musicaux très divers. Au cours de son évolution, il a su intégrer de nombreuses influences et se prêter à de nombreux métissages, comme le blues, le rock, la musique latine, le hard rock, et ainsi de suite. Du point de vue de la technique musicale, sa richesse et sa complexité sont aujourd'hui telles qu'il est difficile de décrire précisément ce qui le caractérise. Le jazz comprend une grande variété de sous-types, comme traditionnel, be-bop, fusion, free-jazz, etc. D'après Travis Jackson, le jazz peut être défini d'une façon plus « ouverte », en disant que le jazz (soit qu'on parle de swing, fusion, ou latin-jazz) est une musique qui inclut souvent des qualités comme le swing, l'improvisation, l'interaction en groupe, le développement d'une voix individuelle comme artiste, et qui est ouverte aux diverses possibilités musicales.
Les éléments distinctifs suivants se retrouvent dans la majorité des styles de jazz :
- le swing : c'est une division du temps ternaire dans laquelle 2 croches se jouent noire-croche dans un triolet, division du temps 2/3-1/3, le fameux « chabada », donnant ainsi un rythme entraînant spécifique au jazz ;
- l'accentuation des temps faibles (l'inverse de la musique classique) ;
- l'abondance de syncopes et contretemps ;
- l'improvisation : un processus par lequel le musicien de jazz crée ou produit une œuvre musicale spontanée en se servant de sa créativité dans l'instant et de son savoir technique et théorique des divers styles de jazz ;
- l'utilisation du chiffrage pour cadrer l'improvisation (basse continue moderne) ;
- l'interaction en groupe ;
- le développement d'une voix individuelle comme artiste (sonorité et phrasé) : les musiciens de jazz sont souvent à la recherche de l'expression musicale individuelle, innovatrice et créative ;
- l'ouverture aux diverses possibilités musicales ;
- les standards de jazz : les morceaux bien connus, pour la plupart issus des comédies musicales de Broadway, qui ont acquis une certaine notoriété via ces films, qui font l'objet de nombreuses reprises et sont joués lors des jam sessions (p. ex., All of Me, Autumn Leaves, Mack the Knife, Summertime, etc.) ;
- la substitution tritonique ; le remplacement d'un accord par un accord similaire dont la fondamentale se situe au triton ;
- l'abondance d'emprunts à d'autres tonalités ou d'autres modes ;
- l'hybridation entre musique tonale et musique modale.

## Quelques artistes majeurs
- Si vous ne connaissez pas le sujet, laissez ce bandeau (vous pouvez alors contacter les auteurs).
- Si vous supprimez le contenu mis en cause (vous pouvez préalablement contacter les auteurs),

argumentez précisément cette suppression dans la page de discussion
(un manque de référence n'est pas un argument ; une recherche réelle de référence doit avoir été effectuée, être formellement documentée).
De nombreux jazzmen remarquables marquent l'histoire du jazz, apportant sa propre touche distinctive au genre. Voici quelques-uns des plus grands jazzmen, avec leurs années de naissance et de décès, ainsi que leurs spécialités musicales :
Louis Armstrong (1901-1971) :
- Spécialité : Trompette et chant.
- Contributions majeures : Armstrong est l'un des pionniers du jazz, connu pour son jeu de trompette virtuose, sa voix distinctive et son rôle dans le développement du jazz de la Nouvelle-Orléans.

Duke Ellington (1899-1974) :
- Spécialité : Piano et composition.
- Contributions majeures : Ellington est un compositeur prolifique et un chef d'orchestre renommé. Son orchestre, le Duke Ellington Orchestra, a été l'un des plus influents dans l'histoire du jazz.

Charlie Parker (1920-1955) :
- Spécialité : Saxophone alto.
- Contributions majeures : Parker est une figure clé du bebop et est réputé pour sa virtuosité au saxophone alto. Ses enregistrements révolutionnaires ont influencé de nombreux saxophonistes.

Miles Davis (1926-1991) :
- Spécialité : Trompette.
- Contributions majeures : Davis a été à la pointe de plusieurs mouvements du jazz, du cool jazz au jazz fusion. Ses albums "Kind of Blue" et "Bitches Brew" sont des classiques du genre.

John Coltrane (1926-1967) :
- Spécialité : Saxophone ténor et soprano.
- Contributions majeures : Coltrane est un innovateur du jazz modal et du free jazz. Son album "A Love Supreme" est considéré comme un chef-d'œuvre.

Billie Holiday (1915-1959) :
- Spécialité : Chant.
- Contributions majeures : Holiday est l'une des chanteuses de jazz les plus emblématiques. Sa voix émotionnelle et son interprétation les chansons ont laissé une empreinte indélébile sur le jazz vocal.

Thelonious Monk (1917-1982) :
- Spécialité : Piano et composition.
- Contributions majeures : Monk était un compositeur et pianiste originaire du bebop. Ses compositions innovantes et son jeu pianistique unique ont marqué le jazz moderne.

Ella Fitzgerald (1917-1996) :
- Spécialité : Chant.
- Contributions majeures : Fitzgerald est l'une des voix les plus célèbres du jazz vocal. Elle est connue pour sa virtuosité vocale et sa capacité à improviser des scat.

Art Blakey (1919-1990) :
- Spécialité : Batterie et direction d'orchestre.
- Contributions majeures : Blakey était un batteur et un chef d'orchestre de jazz hard bop réputé. Son groupe, les Jazz Messengers, a été une pépinière de talents pour de nombreux jeunes musiciens de jazz.

Stan Getz (1927-1991) :
- Spécialité : Saxophone ténor.
- Contributions majeures : Getz est célèbre pour la sonorité de son jeu et son exploration de la bossa nova.

Chacun de ces jazzmen a laissé une marque indélébile sur l'histoire du jazz, contribuant à l'évolution du genre et inspirant de nombreuses générations de musiciens. Leurs œuvres continuent d'être étudiées et appréciées par les amateurs de jazz du monde entier.

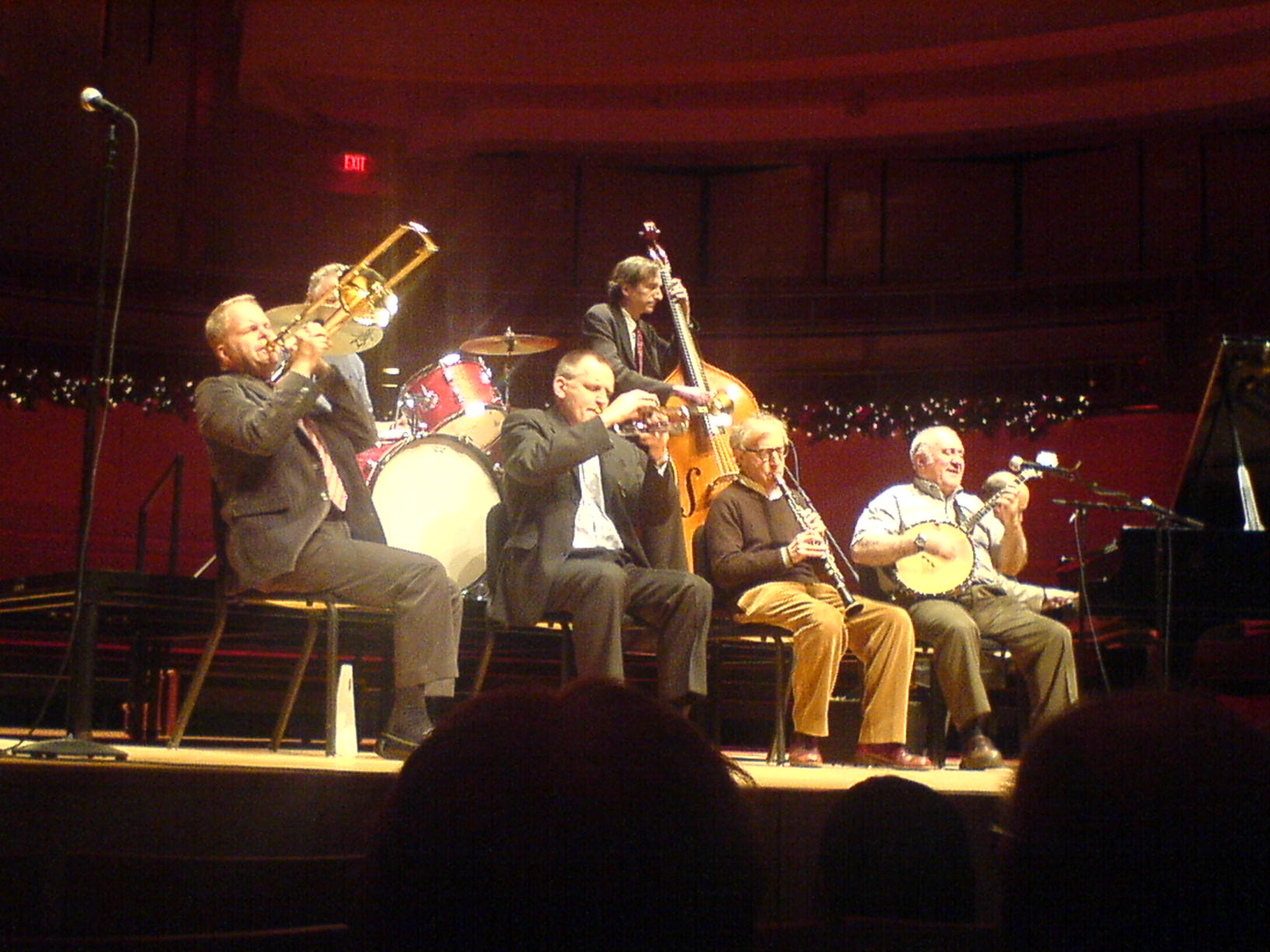
Le cinéaste Woody Allen et son groupe en concert à Irvine (Californie) en décembre 2006. Le jazz est omniprésent dans la bande originale de la plupart de ses films.

### Compositeurs
- Voir la catégorie compositeur de jazz.

### Musiciens
- Voir la catégorie musicien de jazz

### Chanteuses
- Voir la catégorie chanteuse de jazz.

### Chanteurs
- Voir la catégorie chanteur de jazz.

### Formations
- Voir la catégorie Groupe de jazz

## Diffusion

### Clubs de jazz

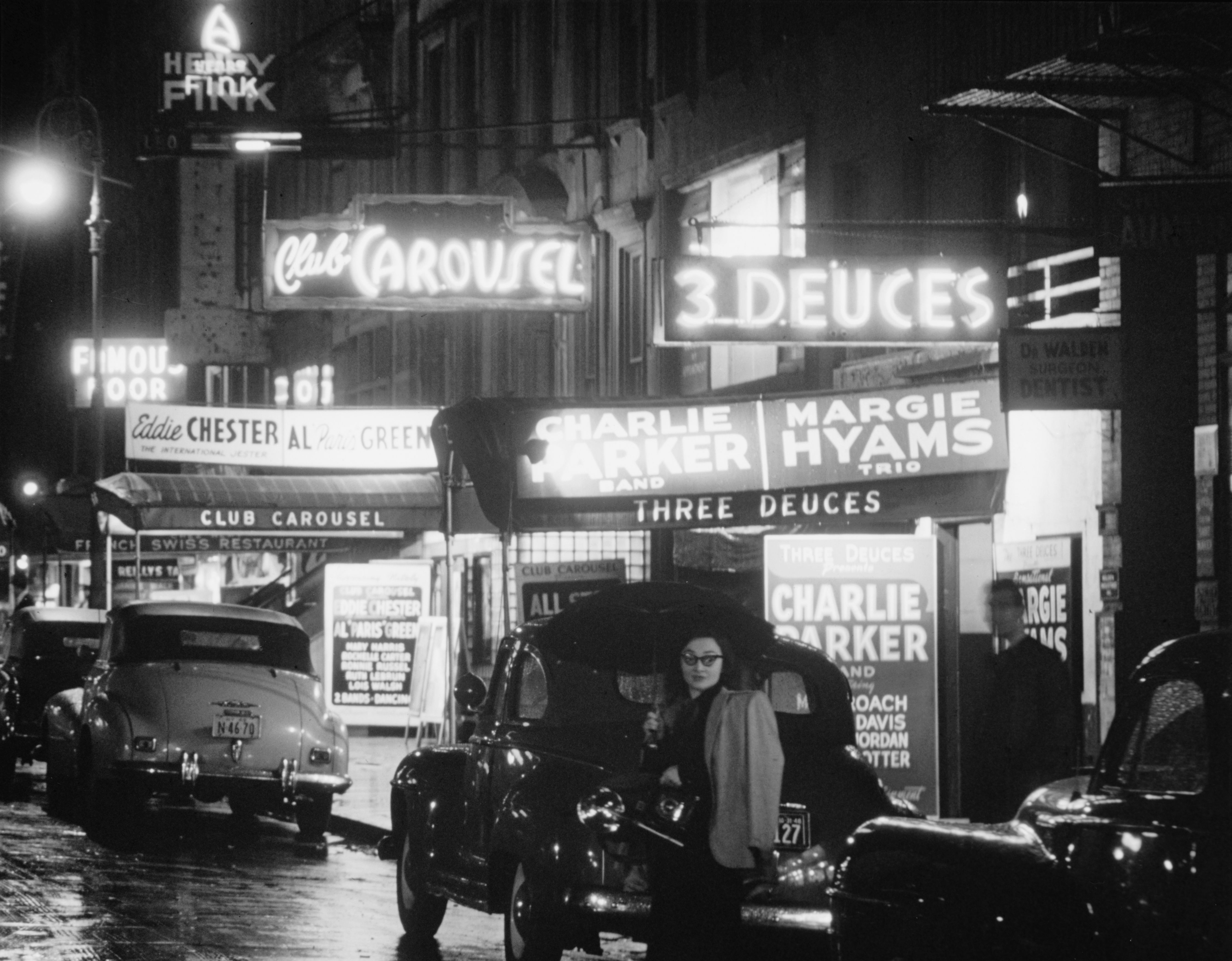
La 52e rue de Manhattan vers 1948. Durant les années 1950, elle compte plusieurs dizaines de clubs de jazz et est surnommée la rue du jazz.

Les clubs de jazz ont été l'un des principaux vecteurs de la diffusion de la musique jazz, notamment jusqu'au développement des procédés d'enregistrement du son sur disque microsillon (vinyle). Les premiers sont apparus au début du siècle dans les lieux de naissance du jazz : La Nouvelle-Orléans, Kansas City, puis Chicago, Washington et New York. Cette dernière voit proliférer le nombre de clubs de jazz dans l'entre-deux guerres : la 52e rue de Manhattan en compte plusieurs dizaines à elle seule dans les années 1950. Avec le déclin progressif de l'intérêt du grand public pour le jazz, le nombre de clubs se réduit mais plusieurs lieux « mythiques » du jazz existent encore aujourd'hui.

#### New York
Les clubs de jazz les plus célèbres se trouvaient à New York, devenue la capitale mondiale du jazz dès les années 1940. Le Savoy Ballroom et le Cotton Club figurent parmi les premiers clubs new-yorkais, fondés à Harlem dès les années 1920. Les deux salles voient se produire des légendes du jazz telles que Louis Armstrong et Duke Ellington, mais le Cotton Club refuse l'entrée aux clients noirs. Le Village Vanguard, crée en 1935 et encore en activité, est le lieu d'enregistrement de plusieurs albums live. The Village Gate sera le théâtre du premier concert d'Aretha Franklin et ouvre sa programmation à des artistes de rock, dont Jimi Hendrix et Jim Morrison. Il ferme en 1993 et mais rouvre en 2008 sous le nom Le Poisson Rouge. Le Birdland, nommé ainsi en référence au surnom de Charlie Parker, accueille les plus grandes stars du jazz et compte parmi ses habitués Gary Cooper et Marilyn Monroe. Le Fillmore East vit quant à lui Miles Davis et Frank Zappa poser les fondements du jazz fusion (« révolution électrique ») à la fin des années 1960. Enfin, le Blue Note ouvre en 1981 à Greenwich Village et crée un réseau de franchises en Italie et au Japon.

#### Paris
Dans ses mémoires publiés en 1938, le marchand d'art Wilhelm Uhde témoigne qu'en 1905 les cafés parisiens d'avant-garde, le Bar Royal, le Bar Maurice, Le Rat mort, Le Hanneton, le Café de Versailles, sont déjà animés par le jazz.

Lors de la Première Guerre mondiale, quelques groupes américains participent à la diffusion du jazz en France en jouant dans les camps et les hôpitaux militaires. James Reese Europe, l'un des chefs d'orchestre de jazz les plus populaires de New York, arrive fin 1917 à Brest et à Saint-Nazaire. Il recrute une soixantaine de musiciens, venant principalement de Harlem et de Porto Rico, qui forment le 369e régiment d'infanterie (« Harlem Hellfighters »).

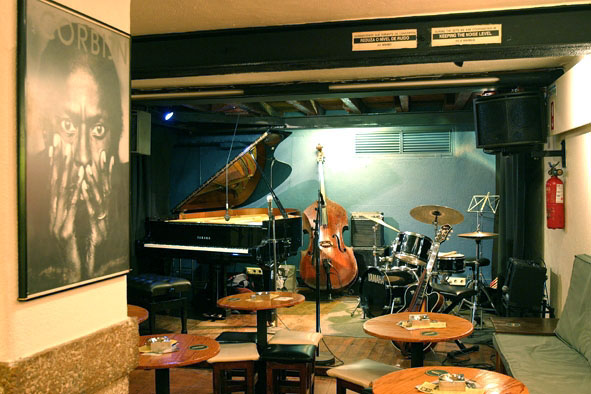
La salle de concert du Hot Club du Portugal (Lisbonne), fondé en 1948.

Paris fut la capitale du jazz en Europe et compta de très nombreux clubs dans les années 1960 : le Blue Note, le Caveau de la Montagne, le Chat qui pêche, le Caméléon, le Riverboat, le Bidule, Le Blues Jazz Muséum, Le Gill's Club, le Riverbop, Le Petit Opportun, Le Living Room, Magnetic Terrasse, le Bilboquet, Le Totem, Le Jazz Unité, Le Dreyer, Le Village, Les Sept-Lézards ou encore Le Franc-Pinot. L'animation du Quartier de Saint-Germain-des-Prés est notamment retranscrite par Boris Vian et Simone de Beauvoir. De cette époque ne subsiste aujourd'hui que Le Caveau de la Huchette (Quartier latin), fondé en 1948. Durant les années 1980 sont créées de nouvelles salles, comme le Jazz Club Étoile, Le Petit Journal Montparnasse, le New Morning ainsi que les clubs de la rue des Lombards (Sunset-Sunside, Le Duc des Lombards, Le Baiser Salé).

#### Autres villes
Des clubs de jazz ont été créés dans la plupart des grandes villes aux États-Unis et en Europe. Dans le Vieux carré français de La Nouvelle-Orléans se trouvent notamment le Preservation Hall, qui a pour vocation de préserver le jazz des origines, et le Snug Harbor (en). Des clubs célèbres se trouvent également à Chicago (Friar's Inn), Los Angeles (Quality Cafe) et San Francisco (The Blackhawk). Le Ronnie Scott's est le club de jazz le plus célèbre de Londres, et le Hot Club du Portugal celui de Lisbonne.

### Festivals

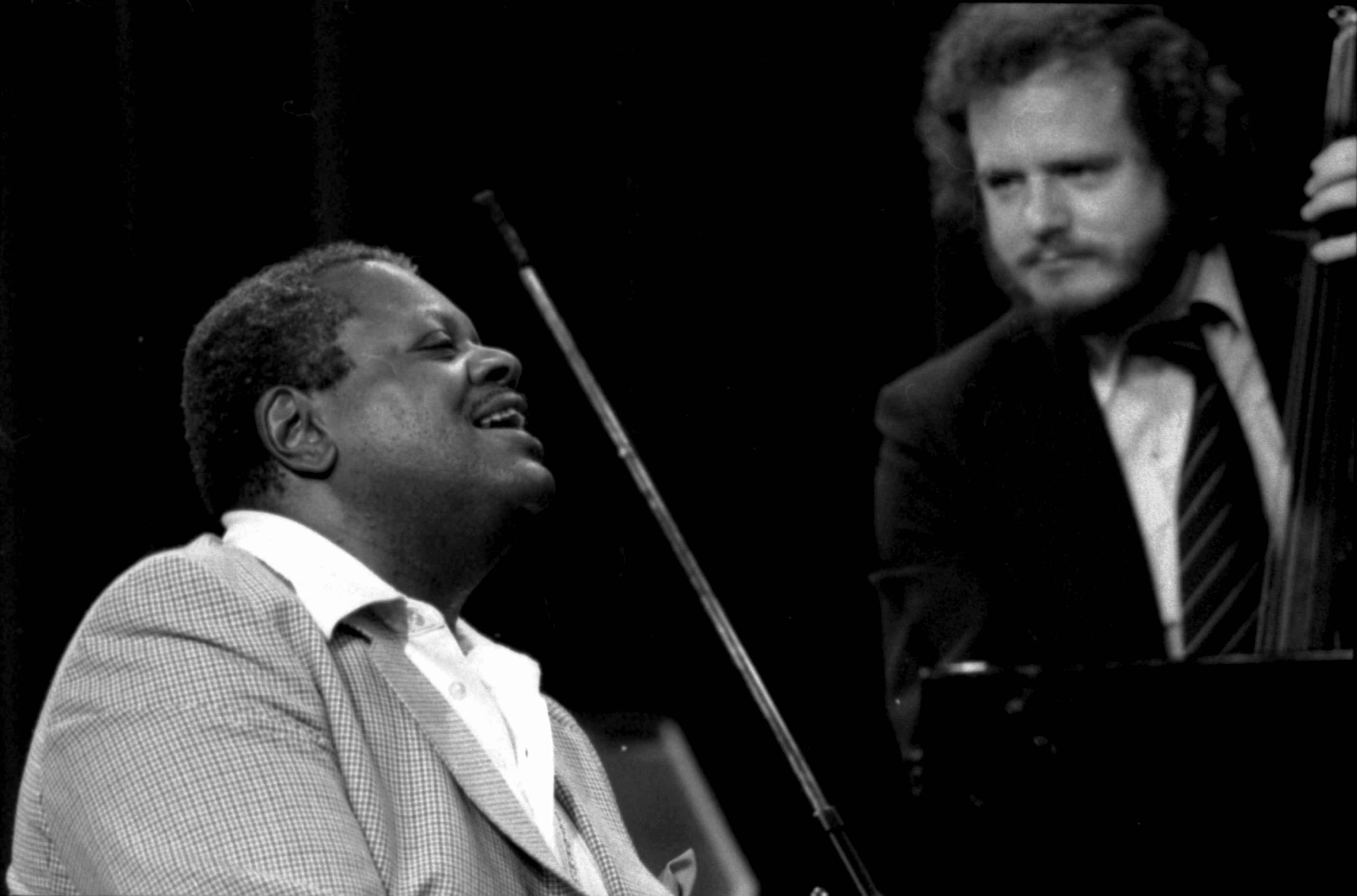
Le pianiste Oscar Peterson et le contrebassiste Niels-Henning Ørsted Pedersen au Festival de jazz de Montreux en 1979.

Le jazz, genre musical initialement conçu pour être joué en public, se prête particulièrement bien au concept de festival. De très nombreux évènements ont été créés à travers le monde, principalement aux États-Unis et en Europe, mais également en Asie et en Afrique depuis les deux dernières décennies.
Le Festival de jazz de Montreux (Suisse) est généralement considéré comme l'un des principaux rendez-vous internationaux. Crée en 1967, il a accueilli les plus célèbres artistes de jazz (Nina Simone, Ella Fitzgerald, et Miles Davis, qui y joue à dix reprises entre 1973 et 1991) et a élargi sa programmation à d'autres genres, comme le rock (Pink Floyd, Santana, Deep Purple) et la musique brésilienne (Gilberto Gil). Lors de l'édition 1971, le casino de la ville subit un incendie, dû à un feu d'artifice provoqué par un spectateur du concert de Frank Zappa. Le New Orleans Jazz & Heritage Festival célèbre quant à lui les musiques et les cultures liées à la Nouvelle-Orléans, dont le blues, la musique cajun et le zarico. Le Chicago Jazz Festival accueille gratuitement les spectateurs dans le Grant Park durant une semaine, au mois d'août.
Les festivals français les plus importants sont Jazz à Vienne, Nice Jazz Festival, Jazz à Juan, Jazz in Marciac, Jazz sous les pommiers, Coutances, Paris Jazz Festival et Nancy Jazz Pulsations. Le Canada compte également plusieurs grands festivals, comme ceux de Montréal et d'Ottawa. Un festival, nommé Festival de jazz et de blues d'Édimbourg, a également lieu en Écosse depuis 1978. Ces dernières années ont été créés des festivals dans des pays où la musique jazz était peu présente jusqu'alors : le Maroc (Jazzablanca), l'Algérie (Alger Jazz Meeting), le Sénégal (festival de Saint-Louis), Haïti (festival de Port-au-Prince) et l'Azerbaïdjan (festival de Bakou).

### Dans les médias
La télévision et les radios généralistes accordent généralement une faible place à la musique jazz. Sa diffusion dans les médias est essentiellement l’œuvre de radios spécialisées. Les deux principales radios françaises de jazz sont TSF Jazz et Jazz Radio (basée à Lyon et qui n'émet pas sur tout le territoire). Leur programmation s'étend également à la musique afro-américaine (blues, soul, funk). A Brest Radio Neptune diffuse du jazz toutes les nuits de 20h à 9h du matin, sans publicité. Paris Jazz émettait de 1996 à 2002. Radio Jazz International et Radio Swiss Jazz sont les deux principales radios de jazz suisses. Il existe également de nombreuses radios de jazz en Europe du Nord (NPO Radio 6, NRK Jazz, DR P8 Jazz) ainsi qu'aux États-Unis, notamment en Californie (KCSM, KKJZ, KSDS).
Outre ces radios spécialisées, certaines stations généralistes consacrent des émissions à la musique jazz, notamment celles de l'ORTF puis de Radio France. De 1955 à 1971, Frank Ténot et Daniel Filipacchi animent sur Europe 1 l'une des premières émissions de jazz en France, Pour ceux qui aiment le jazz. Le sociologue et critique de jazz Lucien Malson anima plusieurs émissions sur les stations du service public, comme Le Bureau du jazz ou Black and Blue, aux côtés d'Alain Gerber. Ils y accueillent de nombreux musiciens, retransmettent des festivals et diffusent des concerts historiques, tel que celui de Ray Charles en 1961. Les principales émissions de jazz actuelles sont Summertime sur France Inter, et Club Jazz à FIP sur FIP. En 2013, France Musique propose douze heures trente de jazz hebdomadaires.

### Presse spécialisée
La diffusion du jazz s'effectue également grâce à des magazines périodiques. Les références mondiales sont les magazines américains JazzTimes et Down Beat, fondé en 1934 et qui accorde également une place au blues. Le magazine Jazziz aborde quant à lui le jazz dans sa grande diversité de styles.
Plusieurs publications existent également en français, dont Jazz Hot, fondé par les critiques de jazz Charles Delaunay et Hugues Panassié en 1935, qui est aujourd'hui la doyenne des revues de jazz en activité. Le sociologue Lucien Malson, collaborateur de Jazz Hot, fonde en 1959 Les Cahiers du jazz, dont il est le rédacteur en chef jusqu'en 1971. Les magazines Jazzman et Jazz Magazine ont fusionné en 2009 pour devenir Jazz Magazine Jazzman. La revue Jazz Classique, qui publie cinq numéros par an, comprend de nombreuses interviews de musiciens. Enfin, le site Citizenjazz.com est la principale revue en ligne consacrée au jazz.

### L'enseignement du jazz dans un cadre formel
L'enseignement du jazz dans un cadre formel s'est développé à partir de la décennie 1940. L'exception étant le Conservatoire Hoch, à Francfort-sur-le-Main, où Sekles a initié dès 1928 les premiers cours de jazz dans le monde entier, dirigés par Mátyás Seiber.
- New School, premier cours de niveau « college » (études supérieures) en 1941[41].
- Berklee College of Music, fondé en 1945, première école entièrement destinée à l'enseignement du jazz[42].
- Swiss jazz school, fondée en 1967[43].
- Stanford Jazz Workshop créé en 1972.
- Département jazz de la Manhattan School of Music, 1982[44].
- Le département jazz du CNSM est fondé en 1991[45].

## Influence

### Musique
Le jazz a influencé certains compositeurs de musique contemporaine du XXe siècle, qui ont emprunté des rythmes et instruments de jazz dans leurs œuvres. Citons Maurice Ravel et ses Bolero et Concerto pour la main gauche, Darius Milhaud et la Création du monde, Francis Poulenc et son Concerto pour deux pianos et orchestre, Dmitri Chostakovitch et sa Suite pour orchestre de jazz nº 1, Igor Stravinsky et son Ebony concerto, André Jolivet et son Concerto pour trompette. L'intrusion du jazz dans la musique contemporaine a été aussi initiée par des musiciens de jazz, citons George Gershwin et sa Rhapsody in blue, John Serry et sa American Rhapsody ou le compositeur gallois Karl Jenkins avec la Messe de l'homme armé.
Cependant, les saxophones, instruments indispensables dans l'orchestre de jazz, s'intègrent très mal dans les orchestres symphoniques à cause de leur timbre riche en harmoniques aiguës, ce qui empêche aux orchestres symphoniques de les considérer comme des membres à part entière ; en effet, dans les orchestres symphoniques, les saxophonistes sont des contractuels. À l'aube du XXIe siècle, cette incursion du jazz dans les œuvres classiques du XXe siècle apparaît davantage comme une expérimentation ou une recherche épisodique d'une certaine couleur ou ambiance, qu'une influence pérenne sur la création classique.
Le jazz est, par l'intermédiaire du rhythm and blues, à l'origine de la grande majorité des musiques populaires du XXe siècle : rock, pop, funk, etc.

### Littérature
De nombreux auteurs ont fait figurer des musiciens ou des mélodies de jazz dans leurs œuvres. Boris Vian, grand amateur de jazz, membre du Hot Club de France et lui-même trompettiste, fait référence au jazz dans la plupart de ses ouvrages. Un personnage de L'Écume des jours (1947), Chloé, a été nommée d'après le standard de jazz Chloe (Song of the Swamp) de Duke Ellington, dont Vian était un inconditionnel. Les héros de ses romans fréquentent les clubs de jazz et il est souvent fait mention du nom de compositeurs, jazzmans et mélodies. Vian a par ailleurs contribué à la rédaction de la revue Jazz Hot et écrivit des émissions radiophoniques de jazz en anglais, à destination du public américain (Jazz in Paris).
Des auteurs comme Simone de Beauvoir, Françoise Sagan, Truman Capote et Michel Leiris ont, par leurs descriptions de l'atmosphère des clubs de jazz new-yorkais ou parisiens, témoigné de l'effervescence de la musique jazz à l'après-guerre.
Georges Perec fait également mention de Coltrane dans Un homme qui dort.

### Arts picturaux
Les rythmes et les couleurs du jazz, ainsi que l'atmosphère de ses clubs, ont été une source d'inspiration pour des artistes peintres, sculpteurs ou photographes. Piet Mondrian, dans ses derniers tableaux, essayait de rendre la vivacité du swing et du boogie-woogie. Henri Matisse a publié en 1947 un livre de gouaches découpées intitulé Jazz. Bien que les dessins ne soient pas à proprement parler liés au jazz (il y est plutôt question de cirque et de théâtre), Matisse se reconnaissait dans la démarche de l'improvisation jazz.
Nicolas de Staël a peint plusieurs tableaux représentant des jazzmen ou des clubs de jazz. Amateur de Sidney Bechet, dont il admire le jazz « coloré », il réalise un ensemble de deux toiles en son honneur, nommé Les Musiciens, souvenir de Sidney Bechet (1952-1953). La silhouette de Bechet avec sa clarinette, vêtu d'un costume sombre, est visible à la droite du tableau ; il est peut-être accompagné du clarinettiste français Claude Luter. Dans ces deux toiles, les couleurs sont vives (jaune et rouge) pour figurer le rythme et l'énergie du jazz.
Le jazz est un thème récurrent de l’œuvre de Jean-Michel Basquiat (1960-1988), et a inspiré sa manière de peindre. Il déclare dans une interview que « le bebop est [sa] musique préférée » et que son jazzman favori est Miles Davis. Il écrit et peint sur ses tableaux « de façon syncopée », à la manière du scat, et en utilisant l'improvisation. Dans le tableau Grain Alcohol (1983), Basquiat fait référence à des jazzmen par des codes : MLSDVS désigne Miles Davis, DZYGLPSE Dizzy Gillespie, et MX RCH Max Roach. Il consacre également des œuvres à des musiciens de manière explicite : Charles the First (1982) à Charlie Parker, Lye (1983) à Nat King Cole, ou encore In the Wings (1986) à Lester Young.
L’œuvre du peintre Sacha Chimkevitch (1920-2006) est également marquée par le jazz : auteur de plusieurs affiches de festivals, il réalisa des portraits de grand jazzmen, dont Charlie Parker, Duke Ellington et Erroll Garner.

### Cinéma

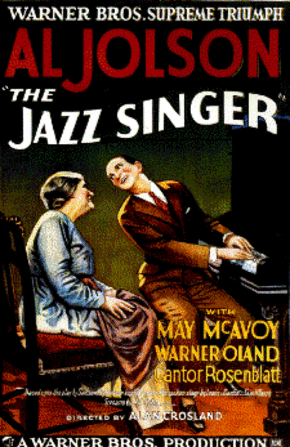
L'affiche du film Le Chanteur de jazz (1927), dans lequel Al Jolson se déguise en noir pour devenir une vedette de jazz.

De nombreux films ont pour sujet principal le jazz ou les musiciens de jazz. Le premier film parlant de l'histoire du cinéma est Le Chanteur de jazz, sorti en 1927, qui raconte l'histoire d'un pianiste juif qui tente de devenir une vedette de jazz en se déguisant en noir (blackface). Des jazzmen et des jazzbands apparaissent fréquemment dans des films, comme Paul Whiteman dans La Féerie du jazz (1930) ou Lester Young dans Jammin' the Blues (1944). Paris Blues témoigne de l'effervescence de la scène jazz parisienne de la fin des années 1950, et le documentaire L'Aventure du jazz, réalisé entre 1969 et 1972 par Louis Panassié, fait figurer plus de 130 musiciens, dont Louis Armstrong et Duke Ellington. Le film Whiplash, sorti en 2014, est l'un des rares à évoquer la batterie jazz.
En outre, plusieurs biographies de personnalités du jazz ont été réalisées. James Stewart incarne Glenn Miller dans Romance inachevée d'Anthony Mann (1954), et la chanteuse Diana Ross incarne Billie Holiday dans Lady Sings the Blues. Bertrand Tavernier réalise en 1987 Autour de minuit, qui retrace de manière romancée la vie du saxophoniste Lester Young et du pianiste Bud Powell. En 1988, Clint Eastwood réalise Bird, un biopic consacré au saxophoniste Charlie Parker, avec Forest Whitaker dans le rôle principal. La même année, Eastwood produit un documentaire de Charlotte Zwerin consacré à Thelonious Monk, Thelonious Monk: Straight, No Chaser. Le film Ray (2004) brosse le portrait du pianiste Ray Charles, figure majeure de la musique noire-américaine, dont l'œuvre s'étend sur plusieurs genres musicaux (jazz, mais aussi blues, rhythm and blues et soul). Un documentaire a également été consacré à Michel Petrucciani en 2011. Enfin, l'acteur Don Cheadle devrait incarner Miles Davis dans Miles Ahead, dont la sortie est prévue pour 2015 et dont la bande originale a été composée par Herbie Hancock, une autre légende du jazz.
Le jazz est également présent dans la bande originale de nombreux films dont le sujet principal n'est pas la musique. Il est ainsi omniprésent dans les films de Woody Allen, lui-même clarinettiste de jazz. La Rhapsody in Blue de George Gershwin constitue notamment le thème du film Manhattan (1979). Allen a en outre réalisé un faux documentaire sur la guitare jazz, Accords et Désaccords (1999). Le cinéaste d'animation Norman McLaren a quant à lui tourné plusieurs courts-métrages expérimentaux mettant en images des œuvres de jazz, dont Caprice en couleurs (1949), qui utilise le répertoire du pianiste Oscar Peterson.
Le film La La Land, réalisé par Damien Chazelle et sorti en 2016, a exercé une influence cruciale sur la perception contemporaine du jazz. En racontant une histoire d'amour dans un Los Angeles imprégné de nostalgie, le film célèbre le jazz tout en le revisitant, le rendant ainsi attrayant pour un public varié. La bande sonore, par Justin Hurwitz, fusionne des éléments de jazz classique avec des influences modernes. Des morceaux comme "City of Stars" et "Audition (The Fools Who Dream)" illustrent cette rencontre entre tradition et innovation, offrant une approche vivante du genre.
Cet hommage musical a insufflé un nouvel intérêt pour le jazz, notamment auprès des jeunes musiciens. Dans les écoles de musique, des étudiants redécouvrent des figures iconiques telles que Miles Davis et John Coltrane, encouragés par le film à explorer le genre dans leurs propres compositions. L'impact de La La Land se traduit également par une hausse des inscriptions aux cours de jazz, où les élèves s’approprient les codes musicaux du genre tout en développant des créations originales inspirées par le film.
La La Land contribue aussi à faire du jazz un art à la fois accessible et actuel, capable de capter l’attention d’un public diversifié. Ce type de représentation inspire parfois même des vocations musicales, en invitant les jeunes talents à se plonger dans l’histoire et les techniques du jazz. C'est un film qui redonne au jazz une place centrale, en le transformant en symbole d’aspiration artistique, de nostalgie mais aussi de passion, ce qui reflète les réalités et les défis de la vie artistique.
Ainsi, La La Land a redéfini la place du jazz dans la culture populaire. De jeunes artistes émergents, inspirés par le film, témoignent de la modernité du jazz et de sa pertinence dans l’art actuel, illustrant la capacité du genre à rester dynamique et à séduire de nouveaux publics, et le film a revitalisé l’intérêt pour ce style musical.

### En français
- Frank Ténot, Dictionnaire du Jazz, 1967
- Gérard Montarlot, Le Jazz et ses musiciens, Hachette, 1963
- Jérémie Kroubo Dagnini (dir.), Musiques noires. L'Histoire d'une résistance sonore, Camion blanc, 2016  (ISBN 978-235779-872-4).
- Lucien Malson, Les Maîtres du jazz. D'Oliver à Coltrane, Presses universitaires de France, coll. « Que sais-je ? », 1952, mise à jour 1985
- Lucien Malson, Histoire du jazz, Seuil/Solfèges, 1976, mise à jour en 1994
- Lucien Malson, Christian Bellest, Le Jazz, Presses universitaires de France, coll. « Que sais-je ? », 1987, rééd. corrigée 1995
- Philippe Carles, André Clergeat et Jean-Louis Comoli, Dictionnaire du Jazz, éditions Robert Laffont
- Noël Balen, L'odyssée du jazz, Éditions Liana Levi, 2003
- Franck Bergerot, Le jazz dans tous ses états, Larousse, 2006
- Alexandre Pierrepont, Le champ jazzistique, Parenthèses, 2002
- Guillaume Belhomme, Giant Steps, jazz en 100 figures & Way Ahead, jazz en 100 autres figures, Le mot et le reste, 2009/2011
- Yannick Séité, Le Jazz, à la lettre, Presses Universitaires de France, 2010
- Laurent Cugny, Analyser le jazz, Outre-Mesure, 2009
- André Francis, Jazz, collection Solfèges-Éditions Du Seuil, 1977, 288 pages.
- Jean Jamin et Patrick Williams, Une anthropologie du jazz, Paris, CNRS Éditions, 2010
- Joachim-Ernst Berendt, Le Grand Livre du Jazz, traduction française, aux Éditions Du Rocher-Le Livre de Poche, 636 pages, issue de la traduction américaine de la version originale allemande Das Große Jazzbuch.
- Hugues Panassié, Monsieur Jazz, 1975
- Hugues Panassié, Dictionnaire du Jazz, 1987

Revues:
- Les Cahiers du Jazz, nouvelle série, Paris, Outre Mesure, 2004 à aujourd'hui.
- Volume ! La revue des musiques populaires, Bordeaux, Éditions Mélanie Seteun, 2002 à aujourd'hui.

### En anglais
- Theodor W. Adorno, Prismes, Cambridge, The MIT Press, 1967.
- (en) Mervyn Cooke, Jazz, Londres, Éditions Thames and Hudson, 1999, 200 p. (ISBN 0-500-20318-0)
- (en) Gary Giddins, Visions of Jazz : The First Century, New York, Oxford University Press, 1998, 690 p. (ISBN 0-19-507675-3)
- Paul Oliver, Savannah Syncopators: African Retentions in the Blues, Londres, Studio Vista, 1970.  (ISBN 0-289-79827-2).
- Eric Porter, What Is This Thing Called Jazz? African American Musicians as Artists, Critics and Activists, Londres, University of California Press, 2002.
- Gunther Schuller, Early Jazz: Its Roots and Musical Development, Londres, Oxford University Press, 1968. Réimpression en 1986.
- Gunther Schuller, The Swing Era: The Development of Jazz, 1930–1945, Oxford University Press, 1991.